# Carnival of Light
A Carnival of Light egy kiadatlan avantgárd felvétel a The Beatles együttestől. A felvétel a Roundhouse Színházban 1967. január 28. és február 4. között megrendezésre kerülő The Milton Volt Light And Sound Rave eseményre készült. A közel 14 perces felvétel (melyet a Penny Lane felvételei után rögzítettek) torzított elektromos gitárt, dobot, templomi orgonát szólaltat meg, valamint a bandatagok üvöltéseit tartalmazza. Keletkezését Paul McCartney a londoni avantgárd mozgalom iránti érdeklődése és a Doug Bidner, Dudley Evans és David Vaugh trióval folytatott kapcsolata ihlette. 
1996-ban McCartney megpróbálta a művet feltenni az Anthology 2 válogatásalbumra, de George Harrison és Ringo Starr megvétózta a javaslatot. 2008-ban megerősítette, hogy még mindig nála van a felvétel. 2016-ban pedig újra fontolgatta a felvétel kiadását.

## Közreműködött
Ian Macdonald szerint (habár nem maradt feljegyzés, hogy ki melyik hangszeren játszott):
John Lennon, Paul McCartney, George Harrison, Ringo Starr – ének, orgona, gitár, csörgődob, effektek, szalaghurkok

## Fordítás
Ez a szócikk részben vagy egészben  a   Carnival of Light című angol Wikipédia-szócikk fordításán alapul.  Az eredeti cikk szerkesztőit annak laptörténete sorolja fel. Ez a jelzés csupán a megfogalmazás eredetét és a szerzői jogokat jelzi, nem szolgál a cikkben szereplő információk forrásmegjelöléseként.